# Ngöndro
Ngöndro, o Chag Chen Ngöndro: pratiche preliminari.
In tibetano, preliminari (lett. preparazione al Grande Sigillo, il Mahāmudrā), inteso come pratiche fondamentali del Buddismo tibetano. Il Ngöndro si compone di quattro pensieri comuni e di quattro pratiche particolari; i pensieri intendono motivare colui che pratica grazie alla comprensione di quattro aspetti relativi alla vita dell'uomo:
- La Preziosa Rinascita Umana, la rarità e preziosità dell'esistenza attuale, perché la si possa utilizzare per raggiungere la liberazione e l'illuminazione;
- l'impermanenza, la necessità di sfruttare questa opportunità ora;
- L'ineluttabilità del Karma, la legge di causa ed effetto;
- La sofferenza dell'esistenza ciclica o samsara.

Con le cinque pratiche particolari vengono purificate quelle che vengono definite le impronte karmiche negative e vengono messe nella coscienza le impronte karmiche positive, che formano la base per il Grande Sigillo. Per ognuna delle quattro pratiche sono previste 111.111 ripetizioni:
- presa di rifugio con le prosternazioni;
- generazione della mente dell'illuminazione (bodhicitta)
- purificazione delle impronte dannose mediante la meditazione sul Buddha Mente di Diamante;
- offerte del maṇḍala;
- Guru Yoga, la meditazione sul Lama.

Per queste pratiche è necessaria la trasmissione di un maestro.